# سد تالوار
سد تالوار در  شهرستان بیجار، استان کردستان و در مجاورت مرز استان‌های کردستان و زنجان و همدان واقع شده‌است. هدف از اجرای این طرح تأمین آب آشامیدنی شهر همدان و روستاهای در مسیر خط لوله، افزایش سطوح زیر کشت و تولید کشاورزی دشت خورخوره در شهرستان بیجار استان کردستان، توسعه صنایع وابسته به کشاورزی، اشتغال‌زایی و پیشگیری از مهاجرت بی‌رویه روستائیان، افزایش متوسط درآمد کشاورزان، ایجاد شرایط توسعه و رشد بخش‌های مختلف اقتصادی و جلوگیری از سیل و مهار طغیان رودخانه تالوار است.

## مشخصات
سد تالوار آب مورد نیاز ۷٬۵۰۰ هکتار از اراضی دشت خورخوره در شهرستان بیجار استان کردستان را تأمین می‌کند. این سد از نوع خاکی با هسته رسی است و دارای ارتفاع از پی ۸۸ متر و طول تاج ۵۲۹ متر بوده و با حجم کل مخزن ۵۰۰ میلیون متر مکعب، سالانه ۲۳۱ میلیون مترمکعب آب را تنظیم می‌نماید.
حوضه آبریز سد تالوار ۶٬۴۴۱ کیلومتر مربع است و میزان آورد متوسط رودخانه ۲۸۳ میلیون متر مکعب در سال است. این طرح برای ۱۲٬۰۰۰ نفر به‌طور مستقیم و ۸٬۰۰۰ نفر به‌طور غیر مستقیم شغل ایجاد می‌کند.

## زیر آب رفتن آثار باستانی
با احداث سد تالوار، نگرانی از زیر آب رفتن ۱۰ اثر ملی ثبت شده و هشت اثر تاریخی شناسایی شده استان کردستان ایجاد شد. از مشکلات عمده در این زمینه، تخصیص نیافتن بودجه برای کاوش و علاج آثار باستانی در دریاچه سد بود، به طوری که حتی تا بعد آبگیری کاوش بسیاری از محوطه‌های باستانی انجام نشده بود. هیچ سازه باستانی بزرگی در دریاچه سد وجود نداشت و همه آثار و سازه‌ها با هزینه کم یا زیاد قابل انتقال به خارج دریاچه سد بودند.
نخستین‌بار در سال ۱۳۸۷ یک تیم باستان‌شناسی با بررسی محدوده آبگیری سد تالوار متوجه غرق شدن ۲۲ محوطه باستانی شد. از میان این محوطه‌ها، تپه قشلاق برای کاوش انتخاب شد.
تا سال‌ها پس از آبگیری اولیه سد تالوار در تراز آب پایین در سال ۱۳۹۳، کاوش، حفظ و ضبط آثار باستانی در محوطه‌های باستانی داخل آبگیر این سد ادامه داشت.